# Maison Cauchie
La Maison Cauchie è una storica residenza cittadina che si trova a Etterbeek, nella Regione di Bruxelles-Capitale, in Belgio.
La casa si trova al 5 di rue des Francs, vicino al Parco del Cinquantenario ed stata progettata dall'architetto e pittore belga Paul Cauchie, che ne fece la sua dimora. Oltre a questa casa, sono note soltanto altre 3 abitazioni costruite da Cauchie: due a Bruxelles e una Duinbergen, nelle Fiandre Occidentali.

## Edificio
La Maison Cauchie è stata costruita nel 1905 in stile Art Nouveau e la sua facciata è famosa per la decorazione allegorica a sgraffito, tecnica tipica delle opere di Cauchie.
L'edificio è un eccezionale esempio di architettura ispirata alla scuola di Glasgow e alla Secessione viennese, diversa dalle linee vegetali propria dell'Art Nouveau di Bruxelles, con un'estetica che unisce simmetria, verticalità e geometria. Anche se si trattava di una residenza privata, la casa doveva anche essere un manifesto capace di attrarre l’attenzione dei passanti e diffondere lo spirito del lavoro di Cauchie e della moglie Caroline Voet come testimoniato dalla scritta sulla facciata "Par nous, pour nous" (in italiano Da noi, per noi).
La Casa Cauchie è un buon esempio dell'applicazione in architettura del principio del Gesamtkunstwerk, infatti Cauchie e la moglie volevano che la distinzione tra le forme d'arte principali (architettura, pittura, scultura) e le forme d'arte minori (arti decorative) scomparissero per diventare parte dell'opera globale.
Anche gli interni sono stati interamente concepiti e realizzati da Cauchie e sono attualmente visitabili.

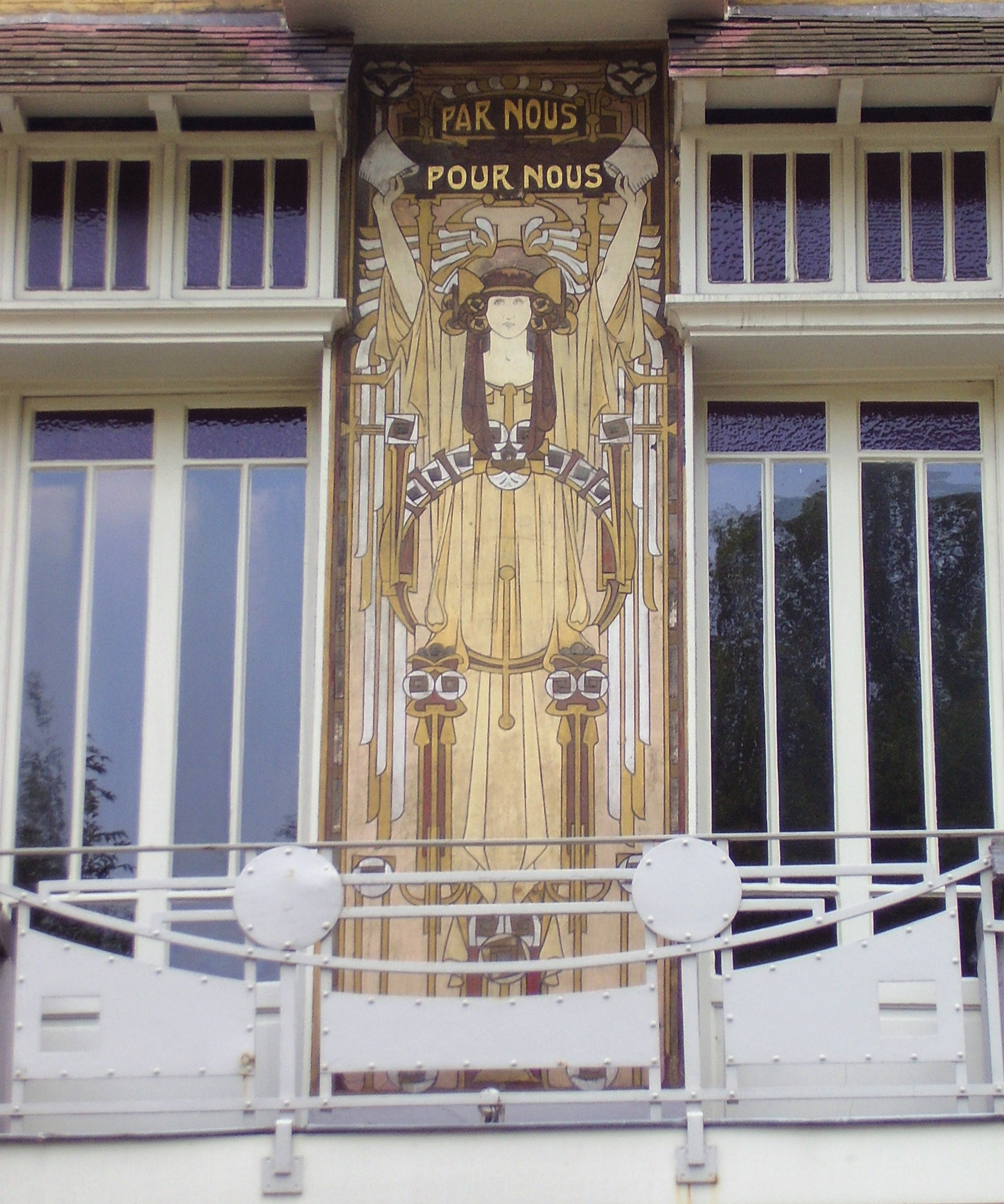
Dettaglio della facciata